# Stor-Mörttjärnen, Norrbotten
Stor-Mörttjärnen är en sjö i Älvsbyns kommun i Norrbotten och ingår i Piteälvens huvudavrinningsområde.